# 今出川公興
今出川 公興（いまでがわ きんおき）は、室町時代後期から戦国時代にかけての公卿。左大臣の今出川教季の子。官位は従一位・左大臣。

## 経歴
初名は公尚（きんなお）。文明5年（1473年）に従三位・左近衛中将となり、公卿に列する。文明6年（1474年）に公興と改名する。文明7年（1475年）に権中納言に任ぜられ、文明8年（1476年）には正三位に進む。文明12年（1480年）に権大納言となる。延徳元年（1489年）には従二位に進み、右近衛大将・内大臣に任ぜられる。延徳2年（1490年）には正二位に進む。延徳3年（1491年）に辞したが、明応4年（1495年）には従一位に進む。明応5年（1496年）に右大臣となる。明応6年（1497年）には左大臣へ昇格し、永正2年（1505年）まで同職にあった。

## 系譜
- 父：今出川教季
- 母：高倉永豊の娘
- 妻：勧修寺教秀の娘
  - 男子：今出川季孝（1479-1519）
  - 女子：今出川興子 - 伏見宮邦高親王妃